# Біля Маська
Біля Маська — заповідне урочище місцевого значення. Об'єкт розташований на території Городенківського району Івано-Франківської області, село Острівець.
Площа — 4,6000 га, статус отриманий у 1983 році.